# Dendrophilacris bora
Dendrophilacris bora är en insektsart som beskrevs av Marius Descamps 1980. Dendrophilacris bora ingår i släktet Dendrophilacris och familjen gräshoppor. Inga underarter finns listade i Catalogue of Life.